# بوسايدون (مسلسل)
بوسايدون مسلسل درامي كوري (Poseidon بوسيدون) عرض قناة KBS2 عام 2011.

## القصة
تدور أحداث المسلسل حول أعضاء القوات البحرية الكورية، وتركز الدراما
حول ضابط البحرية كوانغ جينغ راي والذي يتميز بانغماسه في عمله وقيامه
في التحقيق في قضية معلقة، حيث يلاقي صعوبات في حلها، مما يؤدي
إلى انهياره وفقدانه لمكانته، ولكي يكمل حل القضية يقوم بالانضمام إلى فريق
التحقيقات 9 ويعمل مع كيم سين

## الشخصيات
- تشوي سي ون بدور كيم سون وو
- لي سي يونغ بدور لي سوو يون
- لي سينغ جاي بدور كوانغ جينغ راي
- جين هي كينغ بدور هيون هاي جينغ
- هان جينغ سوو بدورأو مين هيوك
- جانغ دونغ جيك بدور كانغ جوو مين
- جينغ وون تايك بدور لي تشونغ شيك

## روابط خارجية
بوسايدون على موقع IMDb (الإنجليزية)
- بوسايدون على موقع ليتربوكسد (الإنجليزية)
- بوسايدون على موقع كينوبويسك (الروسية)
- بوسايدون على موقع قاعدة بيانات الفيلم (الإنجليزية)